# Юзефув (гміна Тчув)
Юзефув (пол. Józefów) — село в Польщі, у гміні Тчув Зволенського повіту Мазовецького воєводства.
Населення — 167 осіб (2011).
У 1975-1998 роках село належало до Радомського воєводства.

## Демографія
Демографічна структура станом на 31 березня 2011 року:
|          | Загалом | Допрацездатний вік | Працездатний вік | Постпрацездатний вік |
| -------- | ------- | ------------------ | ---------------- | -------------------- |
| Чоловіки | 83      | 23                 | 53               | 7                    |
| Жінки    | 84      | 24                 | 42               | 18                   |
| Разом    | 167     | 47                 | 95               | 25                   |